# Antoine-Joseph Lavigne
Pour les articles homonymes, voir Lavigne.
Antoine-Joseph Lavigne (né le 23 mai 1816 à Besançon et mort en 1886) est un hautboïste français, membre du Hallé Orchestra de Manchester.

## Biographie
Antoine-Joseph Lavigne est né le 23 mai 1816 à Besançon, où son père est musicien dans un régiment d'infanterie. Initié par celui-ci, il entre au Conservatoire de Paris en 1830 et étudie le hautbois sous l'égide de Gustave Vogt. Interrompant sa scolarité avec l'affectation de son père en-dehors de la capitale, il termine son cursus en 1837 et obtient le premier prix. Il devient le principal hautboïste du théâtre italien de Paris, puis s'engage comme soliste au théâtre de Drury Lane de Londres en 1841 et enfin au Hallé Orchestra de Manchester. Il bénéficie du système Boehm alors émergeant, s'appliquant à en perfectionner l'adaptation et la maîtrise. En 1853 Lavigne est sollicité pour une tournée aux États-Unis, conduite par Louis-Antoine Jullien. Au sommet de sa carrière déjà saluée notamment par l'historien William Henry Husk, il est alors considéré par les critiques américains comme « le premier hautboïste d'Europe,. »